# Pselaphodes bomiensis
Pselaphodes bomiensis – gatunek chrząszcza z rodziny kusakowatych i podrodziny marników. Występuje endemicznie w Chinach.
Gatunek ten opisali po raz pierwszy w 2011 roku Yin Ziwei, Li Lizhen i Zhao Meijun na łamach Annales Zoologici. Jako miejsce typowe wskazano Pai Long w powiecie Bomi w Tybecie. Epitet gatunkowy pochodzi od miejsca typowego.
Chrząszcz ten osiąga 3,68 mm długości i 1,32 mm szerokości ciała. Ubarwienie ma rudobrązowe. Głowa jest dłuższa niż szeroka. Oczy złożone buduje u samca około 50 omatidiów. Czułki buduje jedenaście członów, z których trzy ostatnie są powiększone, a u samca człony dziewiąty i dziesiąty są silnie zmodyfikowane. Przedplecze jest tak długie jak szerokie. Pokrywy są szersze niż dłuższe. Zapiersie (metawentryt) u samców ma przeciętnie długie wyrostki. Krętarze i uda odnóży przedniej pary oraz uda odnóży środkowej pary są nieco wyciągnięte dobrzusznie, a biodra i krętarze tylnej pary uzbrojone są w kolce. Odwłok jest duży.
Owad ten jest endemitem Chin, znanym tylko z miejsca typowego w Tybecie. Spotykany był na wysokości 2200 m n.p.m.